# Scleria iostephana
Scleria iostephana är en halvgräsart som beskrevs av Ernest Nelmes. Scleria iostephana ingår i släktet Scleria och familjen halvgräs. Inga underarter finns listade i Catalogue of Life.